# Thân vương quốc Salerno

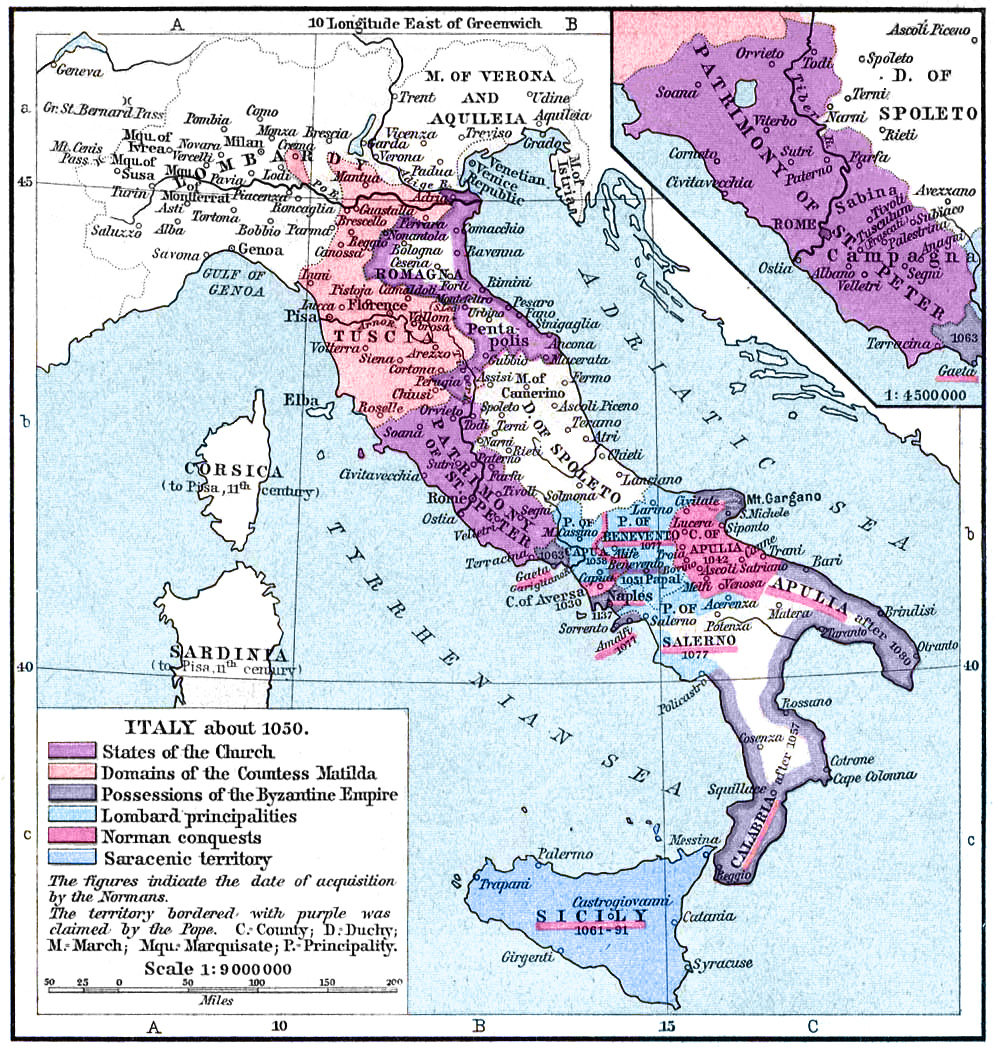
Bản đồ nước Ý khoảng năm 1050.

Thân vương quốc Salerno là một quốc gia của người Lombard ở miền nam nước Ý, tập trung vào thành phố cảng Salerno, thành lập vào năm 851 bên ngoài Thân vương quốc Benevento sau một cuộc nội chiến kéo dài hàng thập kỷ. Khởi đầu của thân vương quốc đã cho thấy bổn phận trung thành với Hoàng đế phương Tây, nhưng trong suốt lịch sử xứ này vẫn độc lập trên thực tế và trong thời gian ngắn thậm chí còn tham gia làm chư hầu của Đế quốc Đông La Mã. 

## Sáng lập
Năm 841, thân vương Benevento là Sicard qua đời. Ngay lập tức viên đại tướng dưới trướng là Radelchis đã nắm lấy quyền hành ở Benevento và bỏ tù người thừa kế và em của Sicard là Siconulf tại Taranto. Đám thương nhân Amalfi liền giải cứu Siconulf thoát khỏi ngục tù và ông tự xưng là vương công ở Salerno. Thế là một cuộc nội chiến nổ ra ở Mezzogiorno nước Ý. Năm 847, Hoàng đế Lothair I đã nhờ Guy I xứ Spoleto và Sergius I xứ Napoli làm trung gian để điều đình sự phân chia thân vương quốc lớn của người Lombard. Năm 849, Louis, Vua nước Ý, mang danh hiệu Radelgisi et Siginulfi principum Divisio Ducatus Beneventani đã chia thân vương quốc ra thành hai phần: một với thủ đô là Salerno và một với cố đô Benevento.
Salerno bao gồm Taranto, Cassano, Cosenza, Paestum, Conza, Potenza, Sarno, Cimitile (Nola), Capua, Teano, và Sora. Thân vương quốc mới này là một cường quốc hàng hải với vô số cảng biển, bao gồm cả Salerno và nắm quyền kiểm soát chủ yếu là nửa phía tây của công quốc cũ.
Thân vương quốc đã không được hưởng sự ổn định trong những năm đầu tiên. Năm 851, Siconulf qua đời và con trai ông là Sico vẫn còn quá nhỏ. Nhiếp chính vương Pietro nhân cơ hội này liền phế truất Sico và nắm quyền trị quốc, ít lâu sau tới lượt con là Adhemar kế thừa cha mình vào năm 853. Thời kỳ sóng gió về vương vị của Adhemar đã kết thúc trong bạo lực: một cuộc nổi dậy đã lật đổ ông và Guaifer thuộc dòng dõi của một gia tộc địa phương danh giá tên gọi Dauferidi đã chọc mù mắt Adhemar và tống giam ông vào ngục. Guaifer kế nhiệm chức vị vương công với sự ủng hộ của nhân dân xứ này.

## Dauferidi

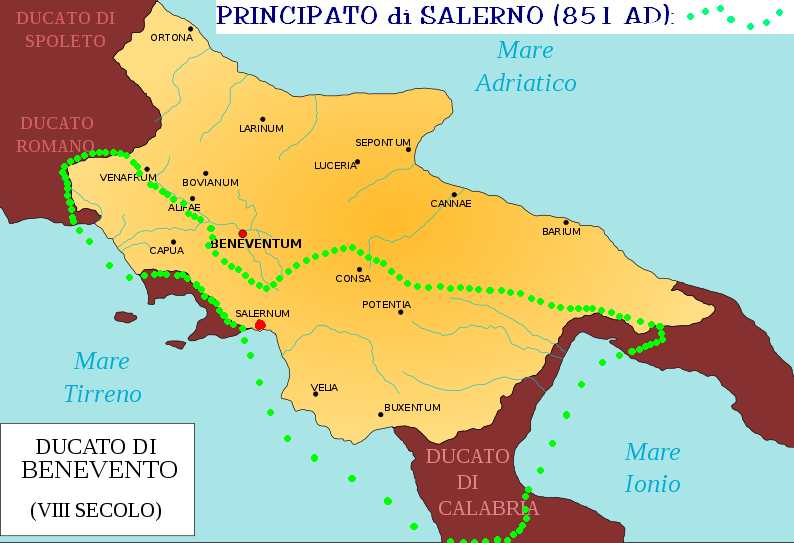
Thân vương quốc Salerno vào năm 851 dưới thời Pietro

Guaifer đã ổn định thân vương quốc trong suốt triều đại kéo dài mười chín năm. Người kế vị của ông cũng trị vì trong thời gian dài tương tự, và trong một thời gian ngắn Salerno đã vượt qua Benevento về tầm quan trọng. Dưới triều đại của ông, Capua đã tự mình giành lấy độc lập. Salerno về danh nghĩa vẫn còn là một chư hầu của hoàng đế phương Tây nhưng vẫn độc lập trên thực tế. Vị thân vương thậm chí còn liên minh với người Saracen. Năm 880, Guaifer đã bị con mình loại bỏ theo một cách thức mang tính tiền lệ về sau: Guaimar I buộc ông phải thoái lui vào một tu viện và thâu tóm hết quyền hành. Các cuốn biên niên sử đương thời đã mô tả vị vương công bằng những lời lẽ chuyên quyền, độc đoán và xem chừng không được lòng dân chúng mấy. Ông còn thay đổi hoàn toàn liên minh với người Saracen nhằm ủng hộ mối quan hệ gần gũi hơn với hoàng đế sau là Charles Hói. Năm 887, Guaimar I cắt đứt quan hệ với phương Tây và quay sang thần phục hoàng đế Đông La Mã, được nhận danh hiệu patrikios. Năm 900 hoặc 901, con Guaimar I là Guaimar II cũng lại bắt chước thói cũ buộc cha mình thoái lui về một tu viện riêng gọi là San Massimo và bắt đầu triều đại của mình.
Guaimar II đã đưa Salerno đến chỗ cường thịnh. Ông là vị thân vương sùng đạo hơn cả cha mình vốn là người ngoan đạo theo những chuẩn mực của thời đại. Ông còn giới thiệu cuộc cải cách Cluny vào Salerno. Song lại càng có khuynh hướng chiến tranh với người Hồi giáo và tham gia vào trận đánh nổi tiếng ở Garigliano vào năm 915. Lần này ông trở thành đồng minh của Đông La Mã như ông từng làm xuyên suốt triều đại của mình, ngoại trừ một thời gian ngắn vào thập niên 920. Ông đã gia tăng uy tín và ảnh hưởng của mình thông qua các liên minh hôn nhân với người Benevento và Capua, và thậm chí còn tham gia vào các mưu đồ thành công chống lại Campania của Đông La Mã mà ông giành được nhiều đất đai. Guaimar tiếp tục làm việc để ổn định triều đại của mình bằng cách sửa đổi kiểu thừa kế. Ông đã bổ nhiệm vương tử Gisulf I làm đồng thân vương vào năm 943 và Gisulf I chính thức kế vị vào năm 946.
Việc kế thừa của ông chẳng thoát khỏi sự tranh giành từ bên ngoài. Liên quân của John III xứ Napoli và Landulf II xứ Benevento ồ ạt xâm chiếm xứ này, nhưng nhờ một liên minh với người Amalfi đã cứu giúp triều đại của Gisulf thoát khỏi nạn ngoại xâm. Gisulf giống như cha mình vẫn còn qua lại với người Hy Lạp ngay cả lúc đang chiến tranh với Giáo hoàng. Ông ký kết một hiệp ước mà sau này dùng để bảo vệ Pandulf Đầu sắt, thân vương Benevento và Capua. Mặc dù các nước láng giềng thường xuyên nổi lên chống đối ông, Pandulf đã phục hồi ngôi vị cho Gisulf sau một cuộc nổi dậy vào năm 974, vốn được sự ủng hộ của vương đệ và các thành phố Hy Lạp láng giềng. Gisulf không có con cái ngay sau khi qua đời, và Salerno được đưa vào vùng lãnh địa rộng lớn của Pandulf Đầu sắt và ban nó cho con mình là Pandulf II.

## Ngoại bang thống trị
Từ năm 978, năm mất của vương công Gisulf cho đến năm 983, khi người Salerno phục hồi một triều đại do họ chọn thì thân vương quốc vẫn nằm dưới sự cai trị của "ngoại bang": có thể là nhà vương công xứ Capua hay công tước Amalfi. Người Amalfi đã lợi dụng cái chết của Đầu sắt vào năm 981 để xua quân đánh chiếm Salerno từ tay Pandulf II, và Manso I xứ Amalfi được chọn làm vương công. Thế nhưng ông lại không được lòng dân mấy nên một người Spoleto là con trai của Lambert tên John được dân chúng bầu chọn sau khi người Amalfi bị đánh đuổi ra khỏi xứ này. Mối quan hệ trái ngược nhau đã chiếm ưu thế với Amalfi cho đến khi thân vương quốc chấm dứt một thế kỷ sau đó.

## Thịnh vượng và suy tàn

Bản đồ nước Ý khoảng năm 1000.

John thành lập triều đại của riêng mình mở ra thời kỳ hưng thịnh cuối cùng của Salerno như một thực thể Lombard độc lập. Ông đã cố gắng tăng cường quyền kiểm soát giáo hội trong khu vực của mình nhưng không thành công. Ông lại bám theo nguyên tắc đồng nhiếp chính vương của con mình nhằm ổn định sự thừa kế. Tới đời thân vương tiếp theo là Guaimar III phải đối phó với các cuộc tấn công của người Saracen, nhưng được sự trợ giúp từ đám lính đánh thuê Norman mà ông giúp tuyển mộ ở phía nam. Ông dời khỏi Byzantium trong suốt triều đại của mình và hỗ trợ quân nổi loạn Lombard của Melus xứ Bari. Ông cũng hỗ trợ láng giềng là Pandulf IV xứ Capua bất chấp sự ghét bỏ của dân chúng gần đây. Dưới thời Guaimar III, Schola Medica Salernitana đầu tiên đã bắt đầu nở rộ và ông có thừa khả năng đúc hàng chữ Opulenta Salernitanum trên đồng tiền của mình như là một dấu hiệu của sự phát đạt về mặt thương mại của thành phố này. Guaimar IV thì đưa Salerno lên một tầm cao lớn nhất của nó nhưng sự phồn vinh này không kéo dài được bao lâu.
Ông cũng sử dụng người Norman vì lợi ích lẫn nhau. Guaimar IV có thể được cho là người chịu trách nhiệm trước nhất về sự trỗi dậy của dòng họ Hautevilles ở Mezzogiorno. Ông phản đối Pandulf xứ Capua, không giống như cha mình, và lần đầu tiên cho hợp nhất thân vương quốc lại thành một kể từ thời Pandulf Đầu sắt. Năm 1038, Guaimar tìm kiếm sự phân xử của cả hai hoàng đế về các vấn đề liên quan đến Pandulf, nhưng chỉ có Hoàng đế La Mã Thần thánh Conrad II là chịu đáp lại, kể từ đó Salerno mới trung thành tuyệt đối với phương Tây. Conrad biến Guaimar thành một vị thân vương hùng mạnh và ông đã mở rộng quyền lực của mình về quân sự lên các thị quốc ven biển như Gaeta, Napoli và Amalfi. Tiếp đến còn mở đường chinh phục Campania, Apulia và Calabria, nhưng thành công của ông đã khiến con trai của Conrad là Henry III không hài lòng, hoàng đế quyết định loại bỏ Guaimar ra khỏi Capua vào năm 1047 và tái cơ cấu bản chất của mối quan hệ bá chủ-chư hầu nhằm hạn chế quyền lực của vị thân vương này. Năm 1052, Guaimar bị ám sát, con là Gisulf II lên nối ngôi nhưng không có được sự nhạy bén về chính trị như cha mình.
Salerno dưới thời Gisulf ngày càng suy dần. Gisulf II đã thực hiện một cuộc chiến tranh vô nghĩa với Amalfi và láng giềng Norman của mình, để rồi cuối cùng Robert Guiscard, công tước xứ Apulia buộc phải hành động. Mặc dù Salerno vẫn giàu có và sang trọng để kết thúc triều đại của ông nhưng Gisulf lại lạm dụng sự giàu sang này trong cuộc bao vây vào năm 1077 để đến nỗi cả thành phố và lãnh địa của mình rơi vào tay Guiscard. Với thất bại của Gisulf, Salerno không còn là thủ đô của một thân vương quốc lớn và cả một vùng lãnh thổ rộng lớn của nó đã hoàn toàn sáp nhập vào Công quốc Apulia và Calabria, bán đảo thuộc quyền sở hữu của gia tộc Hauteville. Salerno vẫn tiếp tục là thành phố quan trọng nhất ở miền nam nước Ý cho đến khi kết thúc sự thống trị của dòng họ Hauteville vào năm 1194.
Schola Medica Salernitana của Guaimar III vẫn tồn tại đến tận thời Napoléon và được coi là trường đại học y khoa đầu tiên trên thế giới.